# Суванни Сукхонтха
Суванни Сукхонтха (тайск.: สุวรรณี สุคนธา) — псевдоним известной тайской писательницы-романистки Суванни Сукхонтхиенг (тайск.: สุวรรณี สุคนธ์เที่ยง; 1 марта 1932 — 3 февраля 1984, Бангкок, Таиланд).

## Образование, карьера
Два года училась в Академии Художеств в Бангкоке. Кроме того, обучалась на факультете живописи, скульптуры и графики в университете Синлапакон (выпуск 1951 года). Затем преподавала в школе искусств в Бангкоке, в университете Синлапакон.
В 1965 году начала писать. В этом же году её работа «Письмо Пуку» была опубликована в газете «Сиамский еженедельник» под псевдонимом Суванни. Позже она по убеждению издателя «Сиам Рат Викли» сменила свой первый псевдоним на Суванни Сукхонтха. Её первая работа «Аромат ещё силен с утра» была опубликована в журнале «Женский журнал» и вызвала восторженные отзывы читателей. Позже она ушла из университета и начала писательскую карьеру. В 1972 году запустила женский журнал «Лалана» («Девочки»), а затем стала его главным редактором.

## Личная жизнь
Вышла замуж за своего коллегу, преподавателя университета Синлапакон, родила 4 детей. После развода дети жили у бабушки. Один из её сыновей умер в 18 лет от передозировки наркотиков. Её винили в его смерти, она сама винила себя в том, что не смогла вырастить своих детей. Основываясь на этих событиях, Суванни написала роман «В кои-то веки». В предисловии она написала, что только сейчас начала понимать, что такое материнское горе. По роману сняли множество фильмов и сериалов. В тайском обществе появился термин «проблемный ребёнок», а также стали более серьёзно относиться к проблемам внутри семьи и проблемам, связанным с наркотической зависимостью.
В 1984 году на Суванни было совершено нападение: она скончалась от многочисленных ножевых ранений.

## Роман «Его зовут Кхан»
Её лучший роман, «Кхау чхы Кхан» («Его зовут Кхан»), получил награду на литературной премии СЕАТО (1971). Роман был переведен на японский язык. Главный герой романа — молодой врач, который жертвует своей блестящей карьерой в одной из ведущих больниц страны и отправляется работать в сельской местности, где крестьяне не имеют доступа к современным лекарствам. Однажды его жена попадает в аварию в Бангкоке. Кхан возвращается в столицу. Кхану пришлось вернуться. В это же время одного из начальников полиции увольняют. Начальник винит в этом Кхана, который якобы заявил о неправомерных действиях полицейского, руководящего расследованием несчастного случая, жертвой которого была жена Кхана. По приказу начальника полиции его помощники убивают Кхана.

## «Та, кто любит город»
История о девушке Пхринг. Старшая сестра плохо её воспитала, Пхринг выросла эгоистичным человеком, жила только ради денег, думала только о собственном счастье, не понимая, что такое плохо, а что такое хорошо. Кроме того, автор обращает внимание на нестабильную политическую обстановку в стране с 1930-х до 1970-х: свержение монархии, националистическую реформу Пибун Сонгкрама, власть военной диктатуры.

## «Красавица Бангкока»
Романтическая комедия с элементами научной фантастики. Главная героиня — девушка Сауси. Девушка закрутила роман сразу с двумя мужчинами. Оба — со степенью доктора медицинских наук. Однажды неземное существо по имени Тхавичат переносит её на другую планету, чтобы жениться на девушке, делает её бессмертной. Сауси возвращается в Бангкок через 50 лет: все её друзья и родственники умерли. Несмотря на то, что прошло очень много времени, и появились современные технологии, Сауси видит, что в тайское общество не изменилось: присутствует разделение на классы, люди не ценят друг друга, готовы на все ради собственной выгоды. Сауси понимает, что не хочет жить в таком мире. Она выпрыгивает из окна, чтобы покончить с жизнью. Роман заканчивается тем, что Сауси сидит на полу и плачет, так как не может смириться с тем, что бессмертна.

## «Багряный браслет»
Рассказывается о конфликтах в одной семье. Рассказ ведется курицей, которую эта семья вырастила. Роман получил приз на Национальной книжной премии в 1973 году.